# American Bridge Company
La American Bridge Company es una firma privada de Ingeniería Civil que se especializa en la construcción y renovación de puentes, entre otros. Fundada en 1900, la compañía tiene su sede en Coraopolis, Pennsylvania, y en los suburbios de Pittsburgh.
Esta firma ha construido muchos puentes en Estados Unidos y alrededores; dentro de sus proyectos, esta empresa ha construido o ayudado a construir la Torre Sears, el Edificio Empire State, el Edificio Chrysler, plataformas de lanzamiento, complejos turísticos, y otros. Durante la Segunda Guerra Mundial, produjo buques de desembarco (LSTs) para la Marina de los Estados Unidos. 

## Historia

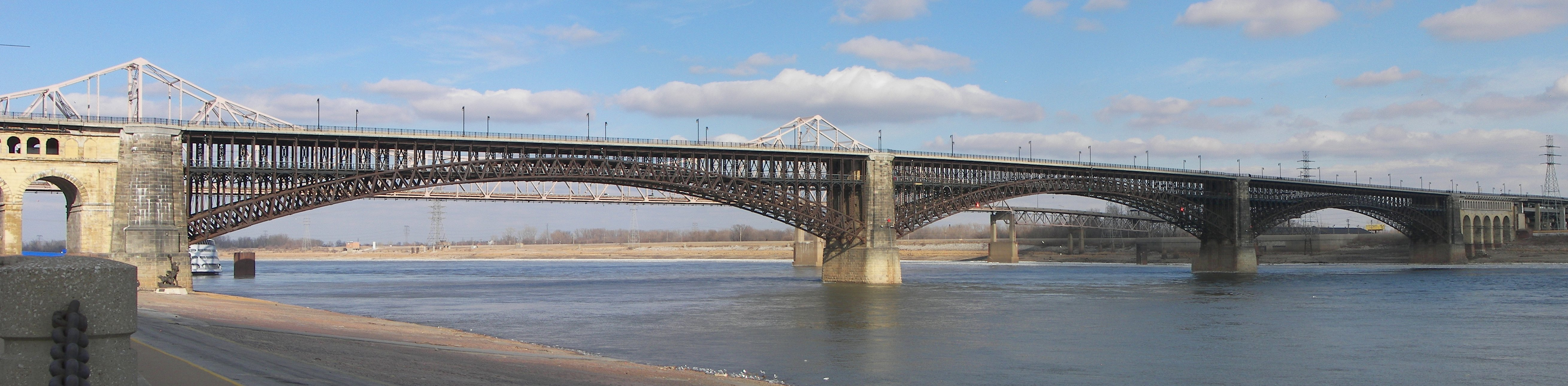
El Puente Eads sobre Río Misisipi, el primer gran puente, principalmente de acero, construido en 1874.

Americana Bridge Company fue fundada en abril de 1900, por JP Morgan y convirtiéndose en el número 28 de los mayores fabricantes y constructores de acero de Estados Unidos. Las raíces de la empresa se extienden a finales de 1860, cuando una de las empresas consolidadas, Keystone Bridge Company, construyó el puente de Eads, el primer puente de acero sobre el Río Misisipi, en San Luis (Misuri) y todavía en uso. En 1902, la compañía se convirtió en una subsidiaria de U.S. Steel como parte de la consolidación de acero.
La compañía es pionera en el uso del acero como material de construcción; el desarrollo de los medios y métodos para fabricación y construcción que le permitió ser ampliamente utilizado en edificios, puentes,  barcos y otras aplicaciones de placas. Como resultado, y debido a sus profundas recursos financieros, ha realizado el trabajo a través de la nación y el mundo desde su fundación.
La empresa se privatizó en 1987.
- Datos: Q463613
- Multimedia: American Bridge Company / Q463613